# Dan javnih dobara
Dan javnih dobara se obilježava kada ističu autorska prava i kada djela ulaze u javnu domenu. Ovaj pravni prijelaz djela zaštićenih od kopiranja u javnu domenu obično se događa svake godine 1. siječnja na temelju pojedinačnih zakona o autorskim pravima svake zemlje.
Obilježavanje "Dana javne domene" u početku je bilo neformalno; najranije poznato spominjanje je ono iz 2004. godine Wallacea McLeana (kanadskog aktivista za javnu domenu), podršku ideji je dao i Lawrence Lessig.  Nekoliko web stranica navodi autore čiji radovi ulaze u javnu domenu svakog 1. siječnja. Postoje aktivnosti u zemljama diljem svijeta od strane raznih organizacija, a sve pod sloganom Public Domain Day.

## Povezano
- Dan slobode dokumenata

## Vanjske poveznice
- Dan javne domene 2022. u Centru za proučavanje javnog dobra Pravnog fakulteta Sveučilišta Duke
- Manifest javne domene
- Pregled javne domene
- Međunarodni dan javne domene  Arhivirana inačica izvorne stranice od 29. studenoga 2020. (Wayback Machine) (posljednji put ažuriran 2020.)